# Sportmarketing

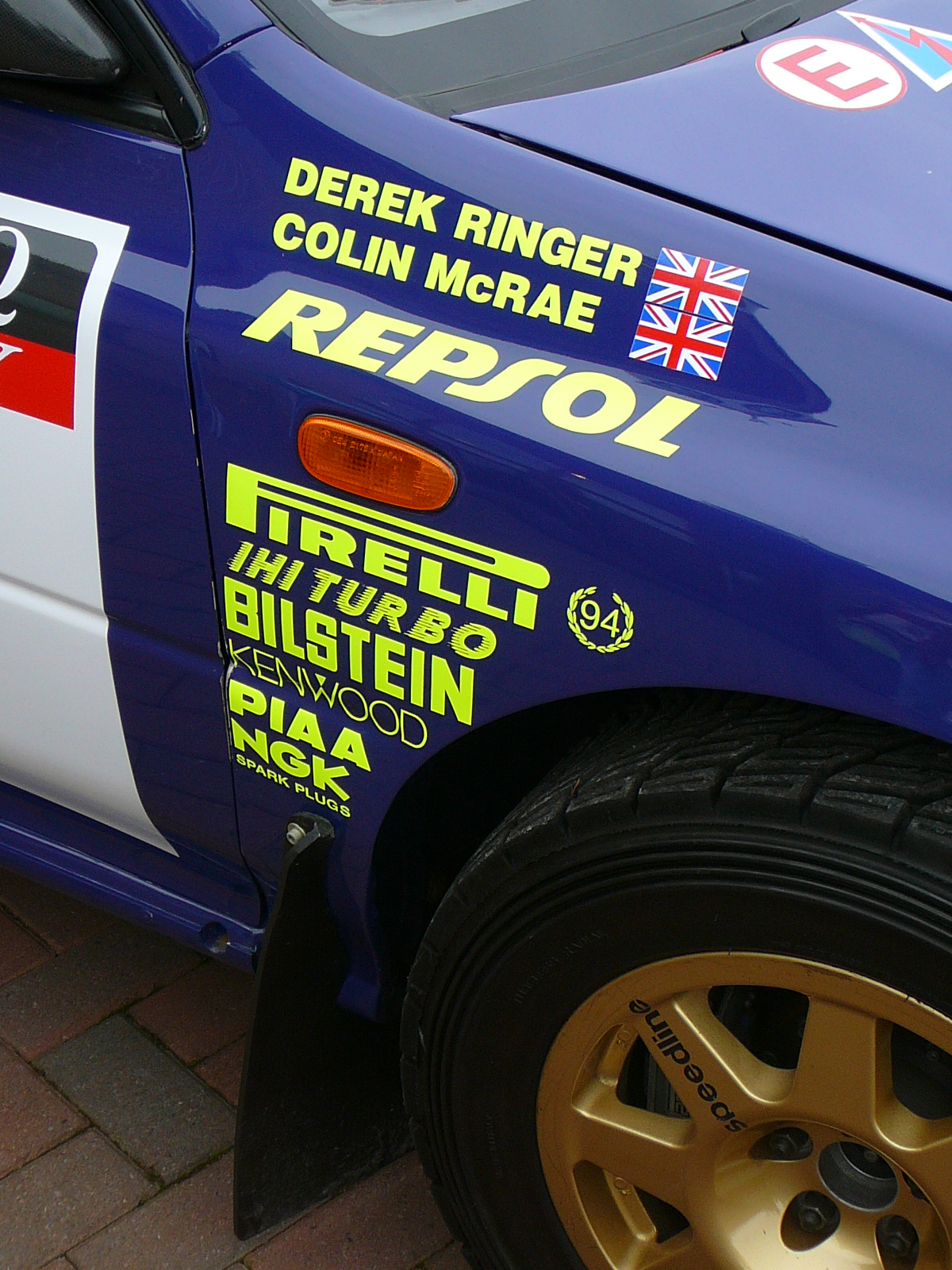
L'Automobilismo, attraverso gli sponsor, è un chiaro esempio di sportmarketing

Lo sportmarketing, detto anche marketing sportivo è una tecnica del marketing che consiste nel pubblicizzare una marca, un prodotto, un evento o un luogo utilizzando come media principale lo sport. Chi si occupa di questo campo viene chiamato sportmarketer.
Si divide in tre settori principali:
- Il primo è la pubblicità di associazioni sportive e di sport come le Olimpiadi, campionati di calcio e leghe sportive.
- Il secondo riguarda l'utilizzo di eventi sportivi, squadre sportive e singoli atleti per promuovere i vari prodotti.
- Il terzo è la promozione dello sport al pubblico, al fine di aumentare la partecipazione.

## Vantaggi e tecnica
Qualunque forma di comunicazione pubblicitaria ha in sé una componente emozionale, in grado di coinvolgere il destinatario del messaggio sollecitandone una sorta di complicità. Lo sport è contraddistinto da un forte componente emotivo, che oltre ai protagonisti primi, coinvolge anche il pubblico, i media, e ne informa e condiziona i comportamenti.
Pubblicizzare il proprio prodotto in momenti in cui la tensione emotiva dei pubblici di riferimento è molto forte influenza molto positivamente l'elemento e ne aumenta la notorietà e il ricordo, oltre che a farne vedere non solo l'immagine ma anche, molto spesso, l'utilizzo stesso attraverso gli atleti.

## Tipi di media

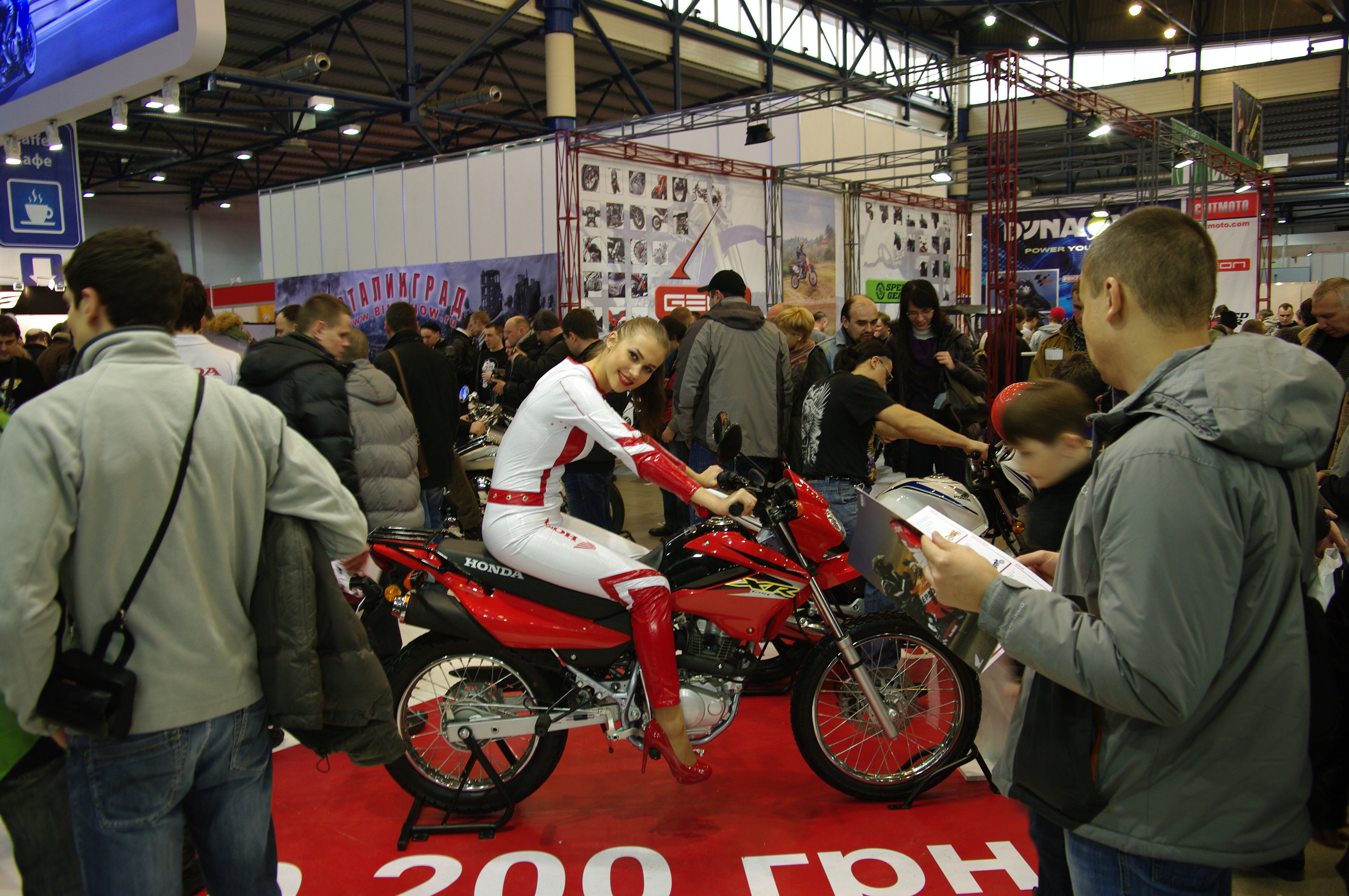
Fiera sportiva

- Eventi esterni - La sponsorizzazione di eventi è normalmente la "strategia base". Compito essenziale e primario è la valorizzazione dell'evento allo scopo di portare all'azienda sponsorizzatrice contributi economici e forniture di prodotto.
- Eventi interni - Solitamente manifestazioni sportive organizzate in collaborazione con gli enti istituzionali interessati a promuovere un determinato luogo.
- Expo - Partecipare ad esposizioni e villaggi commerciali organizzati durante gli eventi sportivi, allo scopo di pubblicizzare il proprio marchio.
- Testimonial - Considerata la sponsorizzazione più visibile, consente nel far indossare determinati abbigliamenti all'atleta o nell'utilizzare attrezzatura e strumenti di specifici marchi.

Oltre a questi i classici canali di diffusione come la televisione, le radio, internet.